# Eerste Slag om Herdonia
De Eerste Slag om Herdonia werd in het noorden van Apulië gestreden in 212 v.Chr. tijdens de Tweede Punische Oorlog tussen Hannibals Carthaagse leger en de Romeinse strijdkrachten geleid door Praetor Gnaeus Fulvius Flaccus, een broer van de consul.

## Strategische situatie
Hannibal had het Romeinse leger onder bevel van Marcus Centenius in Campania vernietigd in de Slag bij de Silarus. Na de volledige vernietiging van de Romeinse troepen in zijn grootste overwinning in de Slag bij Cannae koos Hannibal ervoor niet in Campania te blijven, waar hij het naar de Carthagers overgelopen Capua had kunnen beschermen. Evenmin trok hij westwaarts om de legers van de consuls Flavius Flaccus en Appius Claudius aan te pakken. Hij marcheerde oostwaarts, naar Apulië.
De Romeinse consuls besloten naar Capua op te marcheren. De Romeinen begonnen met voorbereidingen ter bescherming van hun bevoorradingslijnen. Zij versterkten daartoe Casilinum en bouwden forten langs de rivier Voltumes. Praetor Gaius Claudius Nero trok van Lucania naar Suessula. In totaal bereidden zes Romeinse en zes geallieerde legioenen zich voor op een mars naar Capua.
In Hispania was Hasdrubal Barkas naar Africa teruggekeerd om Syphax te onderwerpen, waarin hij gesteund werd door de Numidische vorst Massinissa. De gebroeders Scipio waren begonnen Keltiberische huurlingen te rekruteren ter voorbereiding van een campagne tegen de Carthagers.

## De slag
Fulvius en zijn troepen hadden het de laatste tijd rustig gehad in Apulië. Fulvius wist echter niet dat Hannibal er was totdat hij in de naaste omgeving van Herdonia was. Er wordt gezegd dat Fulvius roekeloos werd door zijn makkelijke overwinningen en zijn leger van ca. 18.000 man sleepte ook een zware last aan oorlogsbuit mee. Fulvius nam een uitdaging voor een veldslag van Hannibal aan, omdat zijn manschappen stonden te trappelen om er op los te gaan. Waarschijnlijk was Hannibals leger groter.
Hannibal plaatste zijn leger aan de rand van de vlakte buiten zijn kamp, terwijl hij ongeveer 3.000 man lichte infanterie stuurde naar zijn uiterste linkerflank om een verrassingsaanval te kunnen lanceren vanuit de bosschages en boerderijen die daar lagen. Hannibal stuurde ook 2000 Numidiërs naar de mogelijke vluchtwegen van Fulvius' achterhoede, zodat ontsnappen onmogelijk was. Het is opmerkelijk dat Fulvius dit ontging, hetzij vanwege de bekwaamheid van Hannibals onderbevelhebbers, hetzij vanwege schrijnende nalatigheid van de Romeinen. Hannibals hoofdmacht, die na het afscheiden van in totaal 5.000 man nog altijd talrijker was dan het Romeinse leger, overmeesterde de Romeinen bijna in één keer. Fulvius vluchtte bijna onmiddellijk, met 200 man, toen Hannibals aanvallen van voren, van achteren en op de beide flanken kwamen. Er wordt gezegd dat minder dan 2.000 Romeinen het gevecht hebben overleefd. De gang van zaken bij deze omsingeling leek veel op die bij de Slag bij Geronium, ook in Apulië, in 217 v.Chr.

## Nasleep
In een paar weken had Hannibal zes Romeinse legioenen in Apulië vernietigd. Na deze slag marcheerde Hannibal zuidwaarts naar Tarentum, waar de Romeinen de citadel belegerden, omdat die in 213 v.Chr. in Carthaagse handen was gevallen. De Romeinse senaat besloot vier nieuwe legioenen te mobiliseren en die naar Apulië te sturen. De consuls trokken naar de omgeving van Capua, met de bedoeling de stad compleet te omsingelen. Sommige auteurs hebben zich afgevraagd wat de reden voor Hannibals terugtrekking is geweest. Hij zou zijn troepen wat rust hebben willen geven en zijn gewonden wat tijd voor herstel.